# 산시 Y-9

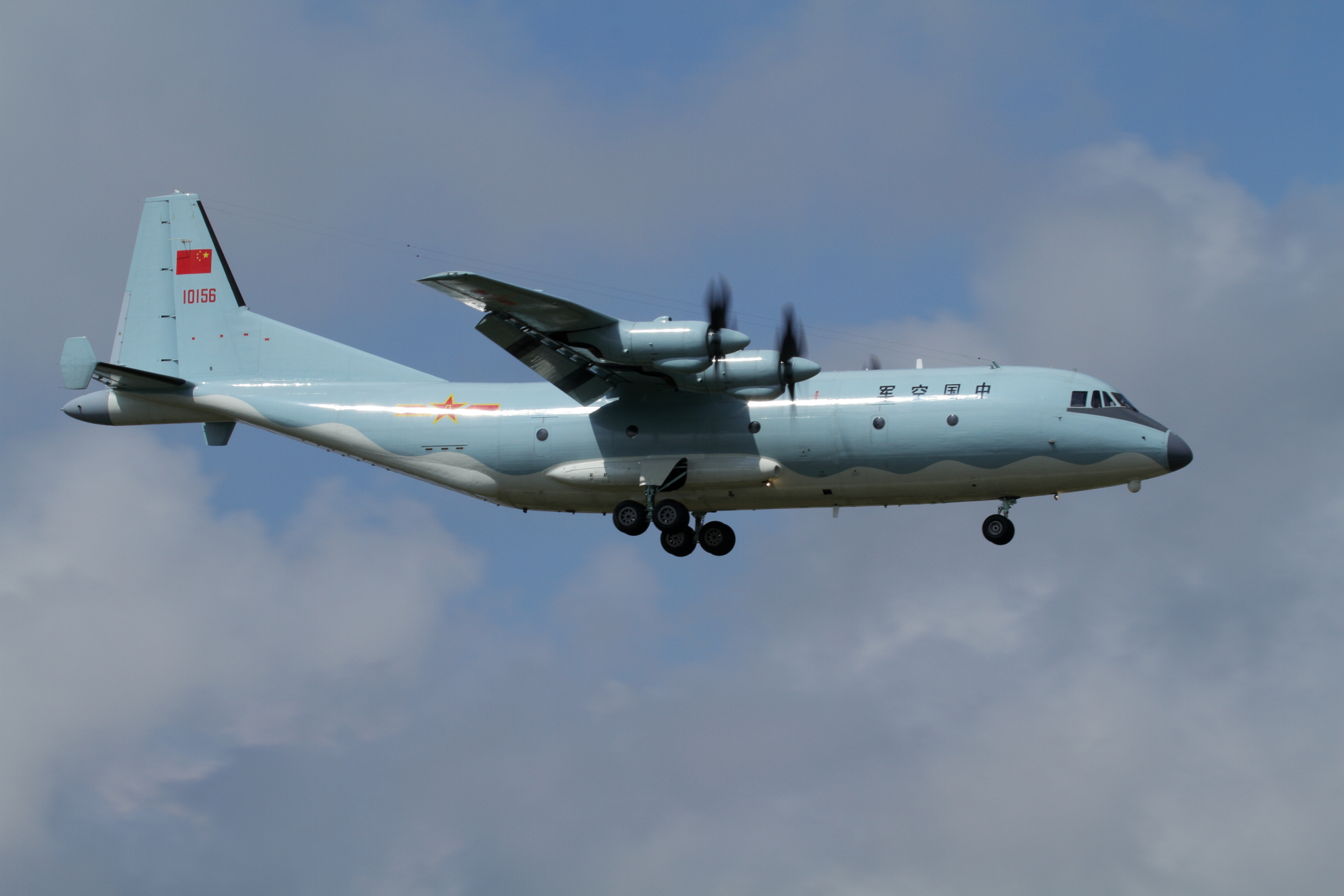
Y-9 수송기

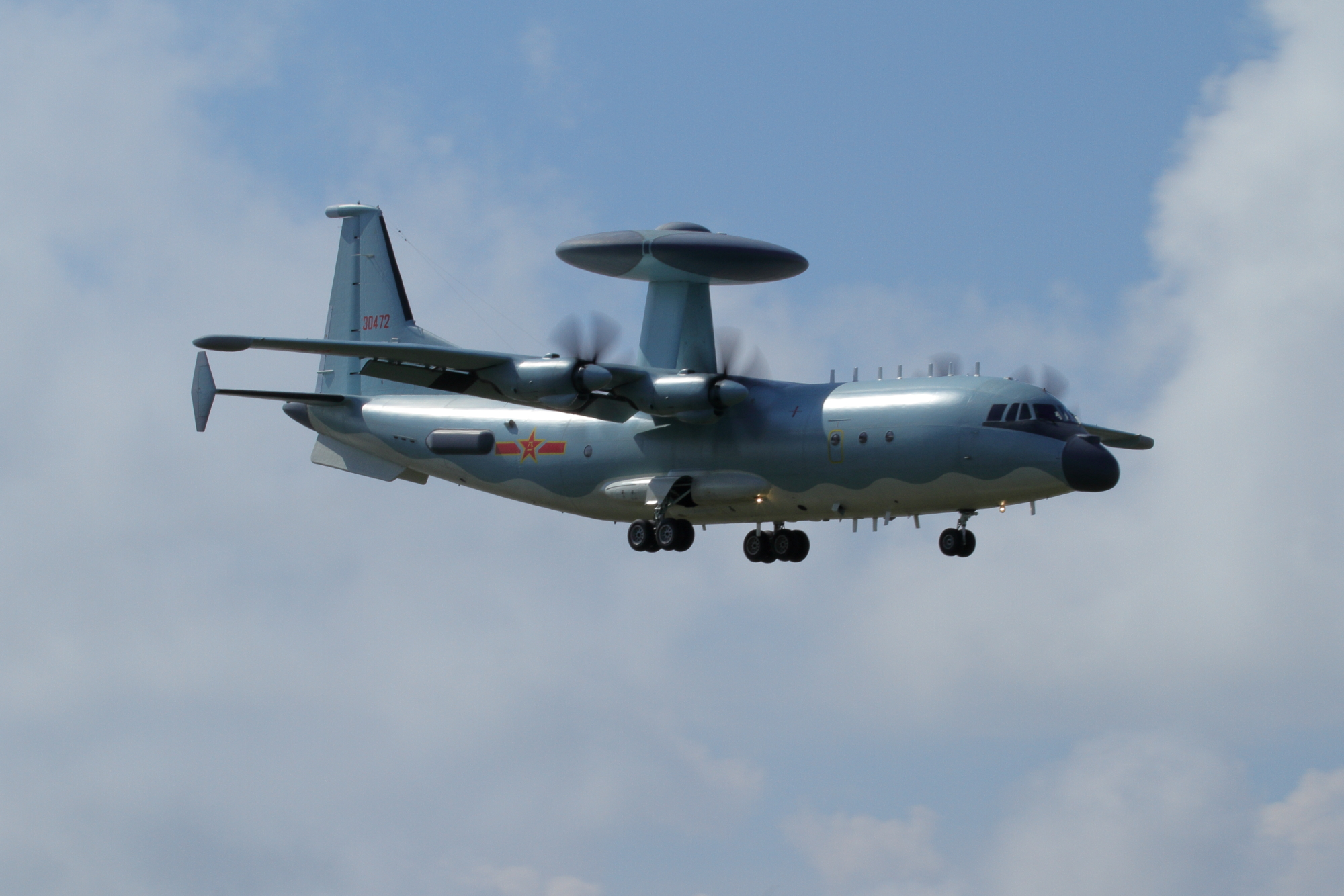
KJ-500 조기경보기

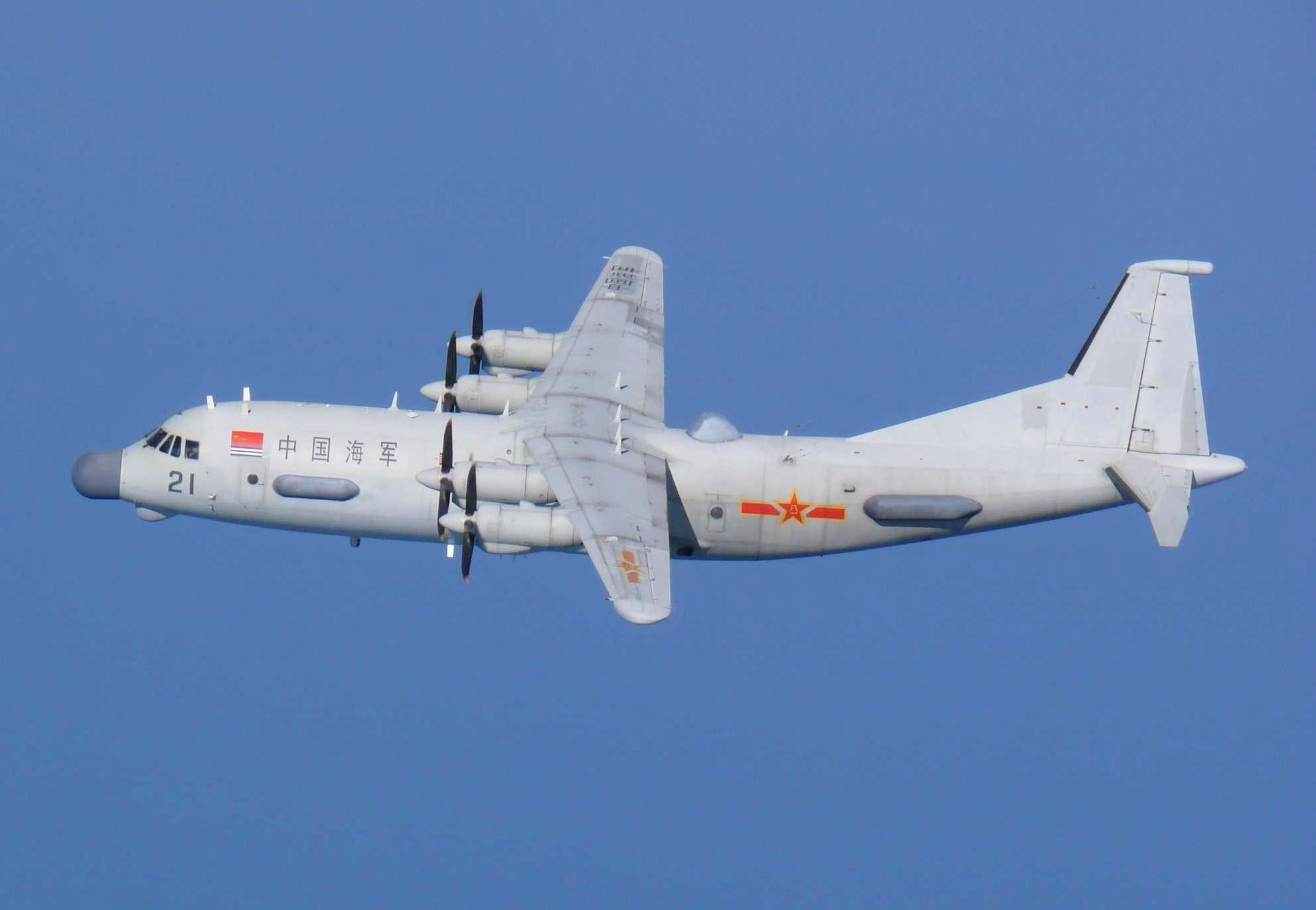
GX-8 ELINT 전자정찰기

산시 Y-9는 중국의 중형 수송기로 산시 Y-8의 개량형이다.

## 역사
Y-9 수송기는 2001년 개발을 시작했다. 2010년 11월 초도비행에 성공했다.

## 파생형
- Y-9: 기본형
- Y-9E: 수출형
- Y-9G (GX-11): 전자전
- GX-8: 전자전 정찰기
- KJ-500: 조기경보기, 5시간 체공, KJ-2000 AESA 레이더 축소형 탑재
- 심리전기

## 대한민국

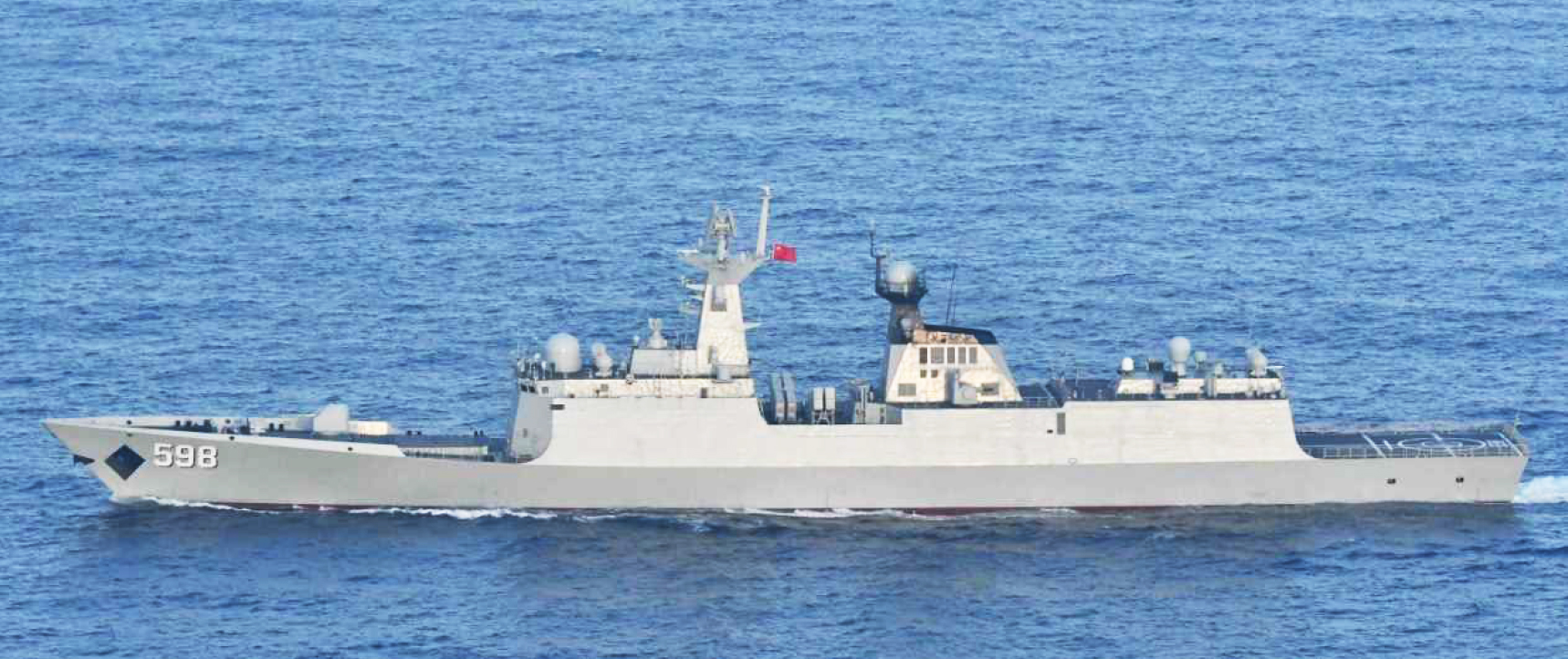
PLANS Rizhao (FFG-598)

2014년 10월 3일, 일본 항공자위대는 동중국해에서 신형 GX-8 ELINT 정찰기를 사진촬영해서, 일반에 공개했다.
2020년 6월 22일, GX-8 ELINT 정찰기가 한국방공식별구역(KADIZ)과 일본방공식별구역(JADIZ)을 잇따라 침범했다. 남해와 동해 독도 남방지역 일대에 전개시켰다. 중국 측 군사행동에 맞서 한국 공군과 일본 항공자위대 모두 전투기를 출격시키며 대응했다. 이번에는 이례적으로 동해 지역에서 054A형 호위함인 르자오(日照)호까지 전개시키며 군사적 긴장을 조성했다.

## 제원
일반 특성
- 승무원: 3-4명
- 승객: 106명 또는
공수부대 132명
- 화물: 25,000 kg
- 길이: 36 m
- 날개폭: 40 m
- 높이: 11.3 m
- 경하중량: 39,000 kg
- 최대이륙중량: 77,000 kg
- 엔진: 4 × Zhuzhou WoJiang-6C (FWJ-6C) 터보프롭, 3,805 kw (5,100 shp) 각각
- 프로펠러: JL-4 6엽 합성섬유 프로펠러

성능
- 순항속도: 650 km/h
- 거리: 5,700 km
- 순항거리: 7,800 km
- 최고고도: 10,400 m

## 같이 보기
- 군용 수송기
- 산시 Y-8
- 안토노프 An-12
- 가와사키 C-2
- C-130J 슈퍼 허큘리스
- 엠브라에르 C-390 밀레니엄